# Palazzo Schifanoia

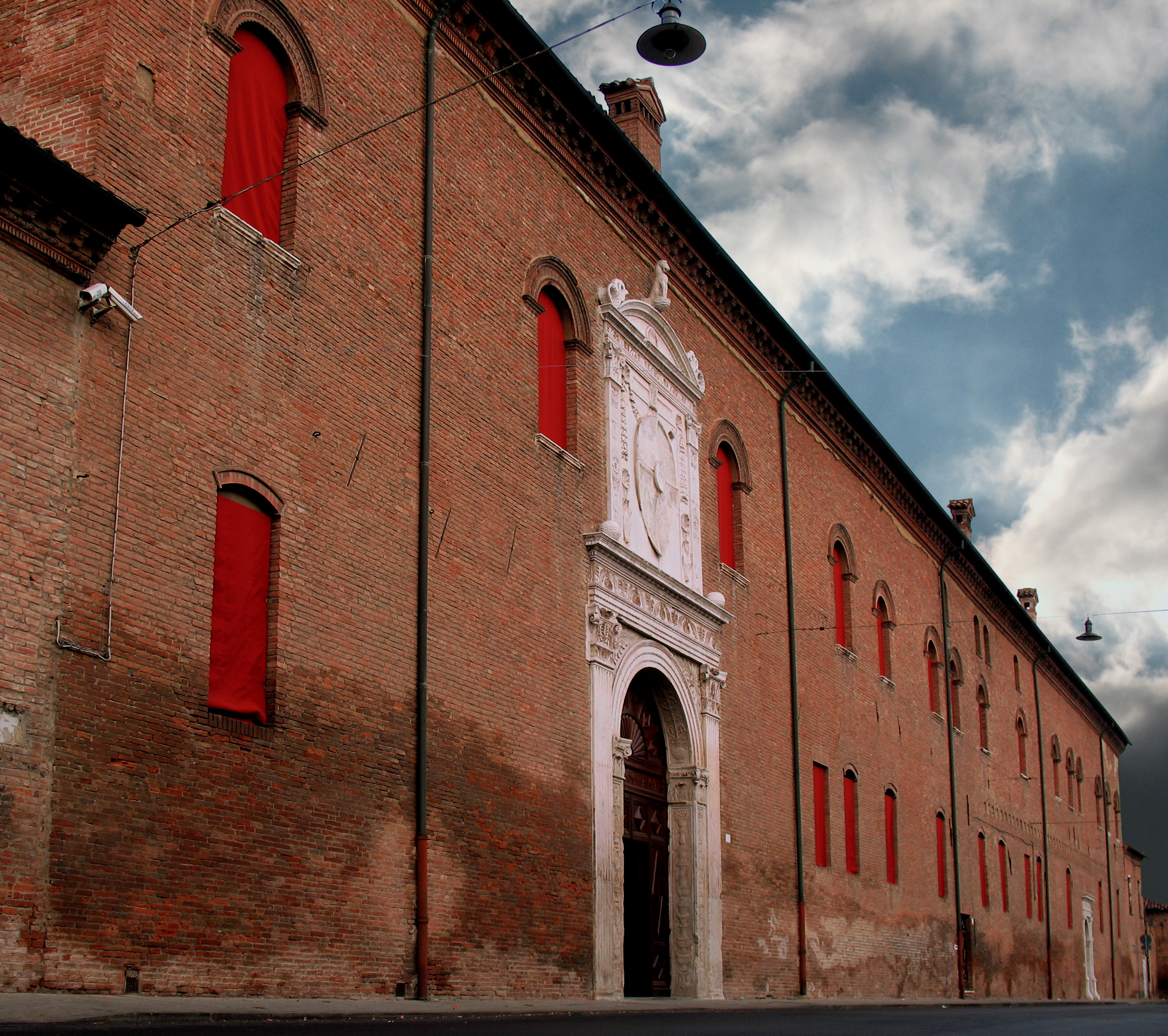
Voorgevel

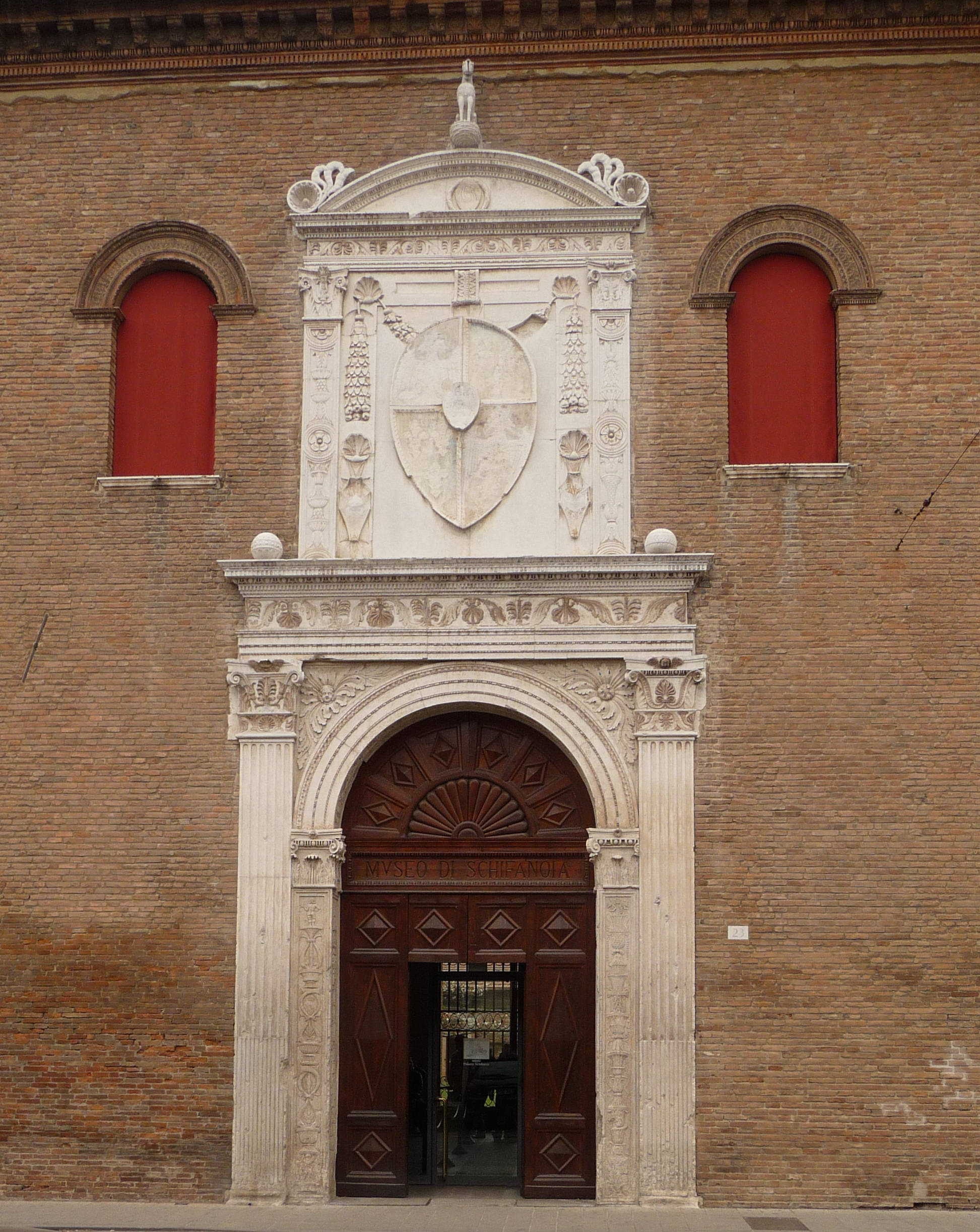
Hoofdportaal

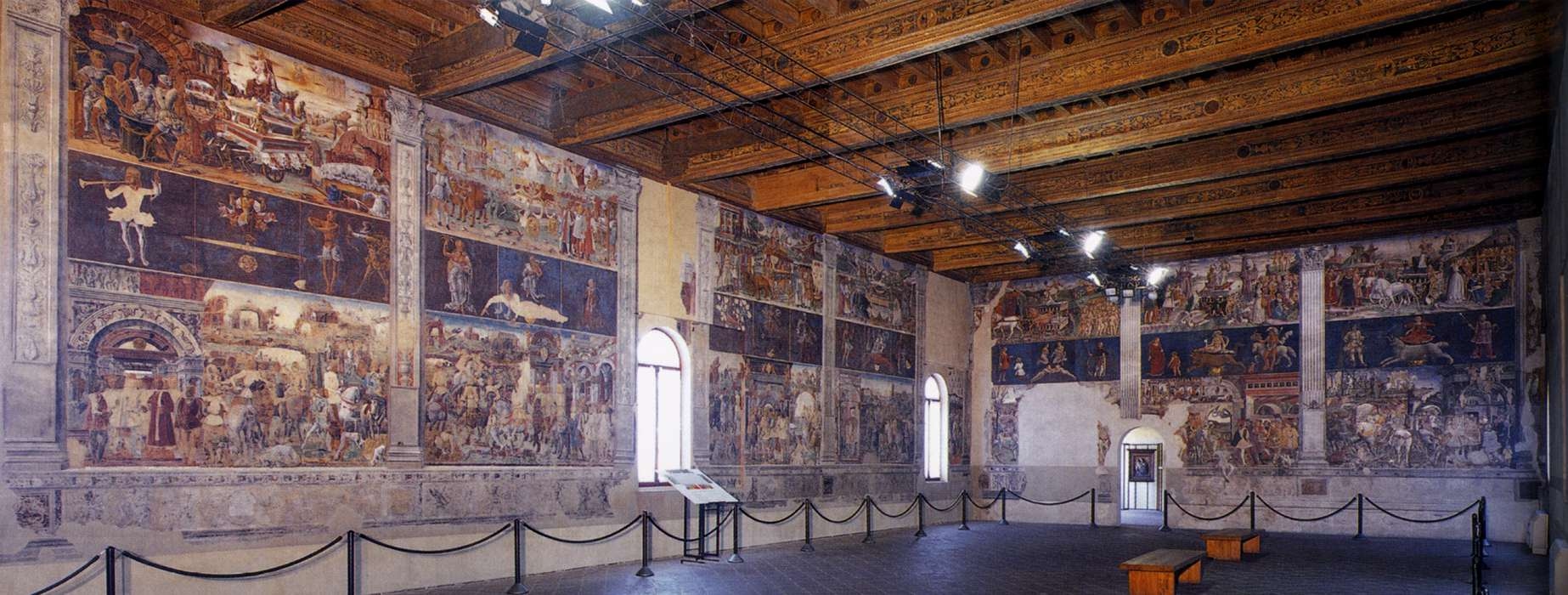
Salone dei Mesi

Het Palazzo Schifanoia is een renaissancepaleis in de Italiaanse stad Ferrara, gebouwd voor de familie Este. De naam Schifanoia is afgeleid van schivar la noia en betekent Mijdt de verveling. Het ging dus om een lustslot of speelhuis. Het paleis is ingericht als museum en staat vooral bekend om de Salone dei Mesi met de grote frescocyclus van o.a. Francesco del Cossa.

## Geschiedenis
Het paleis lag oorspronkelijk even buiten Ferrara, in een tuin bij andere speelhuizen (delizie). Daarvan is Schifanoia is het enige dat nog bestaat. Het oorspronkelijke gebouw werd in 1385 opgetrokken in opdracht van Alberto V d'Este. Het had slechts één bouwlaag en geen zijvleugels. In essentie bestond het slechts uit een grote zaal voor banketten en feesten. Onder Borso d'Este en zijn opvolger Ercole I d'Este werd het gebouw uitgebreid door de hofarchitecten Pietro Benvenuto degli Ordini (1466) en Biagio Rossetti (1493). Die laatste zorgde onder meer voor de terracotta kroonlijst.
De oorspronkelijke decoratie van de buitenkant van het paleis is niet bewaard gebleven. De eenvoudige bakstenen voorgevel herinnert in niets aan de pracht en praal van weleer, met stucwerk en geometrische patronen van gekleurd imitatiemarmer. Wel bewaard is het gesculpteerde marmeren portaal, zij het zonder de kleurrijke versiering en met het wapen van Este onleesbaar. Hun eenhoorn is weliswaar nog verwerkt in de deurlijst. 
De Grote Zaal van de Maanden (Salone dei Mesi) werd in 1466 toegevoegd naar ontwerp van Pietro Benvenuto en in 1469-1470 beschilderd met een enorme frescocyclus. In de Sala della virtù is stucwerk te zien van de beeldhouwer Domenico di Paris. Zijn fries bevat putti en allegorieën van de zeven deugden (de vier kardinale en de drie theologische).
Na het einde van de Este-heerschappij kwam het paleis in handen van diverse eigenaren. In de 18e eeuw werd het paleis gebruikt als kazerne en als tabaksfabriek. De muurschilderingen werden overpleisterd en pas in 1821 herontdekt. Het paleis werd verworven door de stad Ferrara, die er in 1897 een museum inrichtte onder impuls van kardinaal Gian Maria Riminaldi. Dat onderging in 2018-2021 een grondige renovatie.

## Salone dei Mesi
De Grote Zaal van de Maanden (Salone dei Mesi) is 25 m lang, 11 m breed en 7,5 m hoog. Borso d'Este liet de volledige muuroppervlakte (meer dan 500 m²) beschilderen met fresco's om zijn nakende verheffing tot hertog te vieren, wat resulteerde in een van de grootste seculiere frescocycli van de renaissance. Borso deed hiervoor een beroep op de School van Ferrara, met voorop Francesco del Cossa. Diens bijdrage staat vast dankzij een bewaarde brief. Andere taferelen worden toegeschreven aan Gherardo da Vicenza (augustus), aan Ercole de' Roberti (september) of aan meesters met noodnamen. Het behoorlijk complexe iconografisch programma werd in 1469-1470 vastgesteld door een raad onder leiding van Borso en zijn hofastroloog Pellegrino Prisciani. Het centrale thema was het goede bestuur van Borso, ingedeeld volgens een maandkalender en geassocieerd met klassieke mythologie en Arabische astrologie. 
Men kwam tot twaalf verticale secties en drie horizontale registers. De verticale indeling berust op de maanden en de tekens van de dierenriem. Het bovenste register toont telkens een triomf van de godheid die de betreffende maand beschermt, mythologische associaties, en typische menselijke activiteiten van die maand. Hiervoor werd geput uit de Astronomica van Manilius, waarvan recent een manuscript beschikbaar was gekomen. De goden worden weergegeven op triomfwagens, zoals Petrarca had gedaan in zijn gedicht I Trionfi. Bijzonder is dat de triomfwagens telkens door een andere diersoort worden getrokken. In het middenste register wordt telkens een teken van de dierenriem weergegeven met de drie bijhorende decanaten (tiendaagsen beschermd door een godheid). Het onderste register toont hoe het bestuur van Borso een gouden tijdperk inhield. Zijn ridderlijkheid wordt in de verf gezet. Hij wordt gemakkelijk drie keer per tafereel weergegeven: tijdens het rechtspreken, met zijn hofnar Scocola, op jacht, in gesprek met ambassadeurs, enz.
De fresco's werden in de 18e eeuw overpleisterd en zijn in 1820-1840 weer blootgelegd. De taferelen op de zuidelijke en westelijke muren, die met tempera waren geschilderd, bleken verloren of sterk beschadigd. Dankzij de frescotechniek zijn de noordelijke en oostelijke muur veel beter bewaard, behalve gelocaliseerde schade hier en daar. De vier muren zijn verticaal ingedeeld in achttien secties, waarvan er twaalf behoren tot de maandencyclus. Deze laatste is schematisch weergegeven in de tabel hieronder (te beginnen met de eerste verticale sectie op de zuidelijke muur).
|        | Zuid 1 Januari   | Zuid 2 Februari | Oost 1 Maart             | Oost 2 April      | Oost 3 Mei | Noord 1 Juni | Noord 2 Juli      | Noord 3 Augustus   | Noord 4 September | West 1 Oktober | West 2 November | West 3 December |
| Triomf | Juno of Janus?   | Neptunus        | Minerva                  | Venus             | Apollo     | Mercurius    | Jupiter en Cybele | Ceres              | Vulcanus          | Mars           | Diana           | Vesta           |
| Teken  | Waterman         | Vissen          | Ram                      | Stier             | Tweelingen | Kreeft       | Leeuw             | Maagd              | Weegschaal        | Schorpioen     | Boogschutter    | Steenbok        |
| Borso  | Hertogverheffing | Kroning         | Rechtspraak Jachtvertrek | Jachtretour Palio | Boeren     | Processie    | Ambassadeurs      | Ambassadeurs Jacht | Parade Wijnoogst  | ?              | Jacht?          | ?               |

## Museo Schifanoia
Het museum herbergt een oudheidkundige collectie, met Egyptische objecten vanaf de vijfde dynastie, Grieks en Etruskisch keramiek, en Romeins glas en amforen. De numismatische afdeling is van uitzonderlijk belang. Naast medailles van Pisanello en Sperandio da Mantova bevat ze ook munten uit het Romeinse Rijk en uit de Pauselijke Staat. De waardevolle boekencollectie is afkomstig uit het opgeheven San Giorgio-klooster. Voorts worden er grafiek, sculpturen en kunstvoorwerpen uit de 16e eeuw tot het classicisme tentoongesteld.

## Voetnoten
1. ↑  (en) The Hall of Months. Musei di Ferrara. Geraadpleegd op 12 juni 2025.

- Bibliothèque nationale de France: cb12651863v (data)
- Gemeinsame Normdatei: 4292026-7
- Nationale Bibliotheek van Israël: 987007265764905171
- Union List of Artist Names: 500304773
- Virtual International Authority File: 123179649